# Matthias Wunderling-Weilbier
Matthias Wunderling-Weilbier (* 1. Juli 1963 in Esbeck) ist ein deutscher Politiker (SPD). Seit 2025 ist er Staatssekretär im Niedersächsischen Ministerium für Wirtschaft, Verkehr und Bauen. Zuvor war er von 2020 bis 2025 Staatssekretär im Niedersächsischen Ministerium für Bundes- und Europaangelegenheiten und Regionale Entwicklung, von 2014 bis 2020 Landesbeauftragter für regionale Landesentwicklung für die Region Südostniedersachsen, von 2011 bis 2013 Landrat des Landkreises Helmstedt und von 2006 bis 2011 Bürgermeister von Schöningen.

## Leben
1981 begann Wunderling-Weilbier seine berufliche Laufbahn als Pflegehelfer, ehe er von 1984 bis 1987 eine Ausbildung zum Heilerziehungspfleger absolvierte. Ab August 1987 war er in verschiedenen Positionen bei der Evangelischen Stiftung Neuerkerode, zunächst als Zivildienstleistender, später als Heilerziehungspfleger, Direktionsassistent und -mitarbeiter sowie Abteilungsleiter, ab Dezember 2001 fungierte er als Vorstandsmitglied der Stiftung. Zwischen 1989 und 1997 absolvierte er berufsbegleitend ein Studium der Erziehungswissenschaften an der Technischen Universität Braunschweig und der Gottfried Wilhelm Leibniz Universität Hannover sowie zwischen 1998 und 2004, ebenfalls berufsbegleitend, ein Studium der Wirtschaftswissenschaften an der Hochschule Rendsburg.
Im November 2006 wurde er Bürgermeister von Schöningen. Diesen Posten bekleidete er bis Oktober 2011, ehe er zum Landrat des Landkreises Helmstedt gewählt wurde. Zum 1. Januar 2014 ernannte Ministerpräsident Stephan Weil Wunderling-Weilbier zum Landesbeauftragten für regionale Landesentwicklung für die Region Südostniedersachsen in Braunschweig. Am 1. Juli 2020 folgte seine Berufung zum Staatssekretär des Niedersächsischen Ministeriums für Bundes- und Europaangelegenheiten und Regionale Entwicklung. Dort wurde er Nachfolger von Jutta Kremer. Am 7. Mai 2025 wechselte Wunderling-Weilbier als Staatssekretär ins Niedersächsische Ministerium für Wirtschaft, Verkehr und Bauen.
Er ist Mitglied der SPD.